# Jaen
Jaen (Bayan ng Jaen) är en kommun i Filippinerna. Kommunen ligger på ön Luzon, och tillhör provinsen Nueva Ecija. Folkmängden uppgår till 58 274 invånare.

## Barangayer
Jaen är indelat i 27 barangayer.
| - Calabasa - Dampulan (Pob.) - Hilera - Imbunia - Imelda Pob. (Doña Aurora) - Lambakin - Langla - Magsalisi - Malabon-Kaingin - Marawa - Don Mariano Marcos (Pob.) - San Josef (Nabao) - Niyugan - Pamacpacan | - Pakol - Pinanggaan - Ulanin-Pitak - Putlod - Ocampo-Rivera District (Pob.) - San Jose - San Pablo - Santa Rita - San Vicente - San Roque - Santo Tomas North - Santo Tomas South - Sapang |